# Typhlonesticus obcaecatus
Espèce
Synonymes
- Nesticus obcaecatus Simon, 1907

Typhlonesticus obcaecatus est une espèce d'araignées aranéomorphes de la famille des Nesticidae.

## Distribution
Cette espèce est endémique d'Aragon en Espagne,. Elle se rencontre à Fanlo dans la province de Huescaà 1 200 m d'altitude dans la grotte Cueva dei Molino de Aso.

## Description
Le mâle décrit par Ribera en 1979 mesure 3,820 mm et la femelle 3,718 mm.

## Publication originale
- Simon, 1907 : Araneae, Chernetes et Opiliones (Première série). Biospeologica. III. Archives de zoologie expérimentale et générale, sér. 4, vol. 6, no 2, p. 537-553 (texte intégral).